# IBM High Level Assembler
IBM High Level Assembler (HLASM)は、IBMの高水準アセンブラー（アセンブリ言語）であり、メインフレームのz/Architecture環境で稼働するz/OS、z/VSE、z/VM、z/TPFなどのオペレーティングシステム用である。またz/Architecture環境用のLinux（z/Linuxとも呼ばれる）で稼働するバージョンも存在する。

## 概要
IBM HLASMでは、アセンブラー（アセンブリ言語）を、通常の高水準言語であるCOBOL、FORTRAN、PL/Iなどの1機能（サブルーチン）として書く事ができる。いくつかの機能では、USINGs でラベルおよび依存でき、更に完全な相互情報参照にはユーザー定義機能を書くなど、マクロ言語の追加が可能である。最新版は2008年リリースの1.6（V1R6、リリース6）である。詳細はIBM Basic assembly languageも参照。